# 스워드 오브 워
《스워드 오브 워》(Barbarossa)는 2009년 공개된 이탈리아의 영화이다.
이 작품은 미국에서는 Sword of War라는 제목으로 DVD로 출시되었고, 다른 지역에서는 Barbarossa: Siege Lord라는 제목으로 출시되었다.

## 줄거리
12세기 후반, 북부 이탈리아를 배경으로 신성 로마 제국의 황제 프리드리히 1세, '바르바로사'의 야망과 이에 맞서 싸운 롬바르드 연맹의 이야기가 펼쳐진다. 영화의 중심인물은 전설적인 겔프족 전사 알베르토 다 주사노로, 그는 바르바로사의 지배로부터 북부 이탈리아의 자유를 되찾고자 한다.
젊은 시절, 알베르토는 우연히 사냥 중이던 바르바로사 황제의 목숨을 구하게 되고, 황제는 감사의 표시로 자신의 이름이 새겨진 단검을 선물한다. 시간이 흘러, 바르바로사는 두 번째 결혼을 앞두고 점성술사 힐데가르트 폰 빙엔을 찾아간다. 그녀는 황제의 이름이 영원히 기억될 것이라고 예언하지만, 동시에 낫과 물을 조심하라는 경고를 전한다.
한편, 밀라노의 청년 알베르토는 '죽음의 군단'을 결성하여 황제에 대항할 준비를 한다. 밀라노와 로디 사이의 갈등이 심화되면서, 바르바로사는 밀라노를 공격하려 하지만, 사실 그는 전쟁을 원하지 않는다. 그의 새 황후는 밀라노를 파괴하라고 종용한다. 밀라노 시민들은 항복하라는 황제의 요구를 거부하고 맞서 싸울 것을 결의한다. 베로나에서 시작된 전투는 독일군의 다리를 파괴하면서 밀라노의 저항을 알린다.
전투가 계속되는 가운데, 밀라노는 독일군의 공성 무기에 무력하게 당하고, 알베르토는 형제들을 잃는다. 복수를 다짐하며 바르바로사의 진영에 잠입한 알베르토는 과거 자신이 황제를 구했던 인연으로 목숨을 부지한다. 그러나 밀라노는 완전히 파괴되고, 알베르토는 포로로 잡힌다. 바르바로사는 밀라노 시민들을 모두 추방한다.
바르바로사는 로마에서 새로운 교황을 선출하고 신성 로마 제국의 황제와 황후로 즉위한다. 하지만 로마에서 역병이 창궐하자 황제는 서둘러 군대를 이끌고 북으로 돌아간다.
알베르토는 롬바르드 연맹의 통합을 주도하며 다시 한번 대항할 계획을 세운다. 그는 엘레오노라와 함께하지만, 그녀의 언니 테사가 라네로의 죽음 후 수녀원에 들어갔다는 소식을 듣는다. 테사를 찾아갔다가 자신의 악행이 드러날까 두려워한 시니칼스코 바로치는 테사를 살해한다. 복수심에 불탄 엘레오노라는 바로치의 목을 베고 도망치다가 체포되어 화형에 처해질 위기에 놓인다.
독일군은 알렉산드리아를 함락시키려 하지만 잦은 비로 인해 어려움을 겪고, 황후는 엘레오노라를 풀어주라고 간청하지만 바르바로사는 거절한다. 퇴각하는 도중 바르바로사는 자신의 사촌 헨리에게 도움을 요청하지만 거절당한다. 엘레오노라는 황후에 의해 화형 직전 구출된다.
마침내, 알베르토가 이끄는 롬바르드 연맹은 레냐노에서 독일군을 맞이한다. 독일군은 이전에 보지 못했던 낫을 장착한 수레에 의해 큰 피해를 입고, 롬바르드 군대는 승리한다. 알베르토는 자신의 형제들을 죽인 바로치를 처단하고, 엘레오노라와 재회한다.
영화는 바르바로사가 레냐노 전투 후 3일간 행방불명되었다가 다시 나타나, 14년 후 십자군 전쟁에 참전하여 익사했다는 내레이션으로 마무리된다. 알베르토는 엘레오노라와 결혼하여 행복하게 살았으며, 롬바르드 연맹은 자유를 쟁취했다는 결말을 보여주며 영화는 끝을 맺는다.

## 출연

### 주연
- 룻거 하우어
- 라즈 디건
- 카시아 스무트니아크

### 조연
- 안토니오 쿠포
- 세실 카셀